# ريان هيوز
ريان هيوز هو لاعب هوكي الجليد كندي، ولد في 17 يناير 1972 في مونتريال في كندا.

## وصلات خارجية
- ريان هيوز على موقع دوري الهوكي الوطني (الإنجليزية)
- ريان هيوز على موقع قاعة مشاهير الهوكي (لاعب أن.إتش.أل) (الإنجليزية)
- ريان هيوز على موقع EliteProspects.com (الإنجليزية)
- ريان هيوز على موقع HockeyDB.com (الإنجليزية)
- ريان هيوز على موقع Hockey-Reference.com (الإنجليزية)